# 삼통력
삼통력(三統曆)은 중국의 역법으로, 전한의 유흠이 태초력을 개수하여 고안한 태음태양력 기반의 천체력이다.

## 개요
전한 원시 5년(5년)부터 사용되어 신나라 ~ 후한 원화 원년(84년)까지 쓰였다. 기존의 월·일 배치와 함께 일식·월식 예측 및 오행성의 위치 계산이 도입되어, 천체력의 성격이 강한 중국의 역법의 규범이 되었다.
'삼통'이란 천통(天統; 하나라)·지통(地統; 상나라)·인통(人統; 주나라)으로, '3'을 주기로 왕조가 순환한다는 삼통설(三統說)에서 유래하였다. 유흠은 삼통설에 형이상학적 의미를 부여하여, 오행설에 맞추어 여러 현상을 해석하였다.
기상현상 예보를 위하여 식주기 135월이 도입되었고, 목성의 운행을 145년으로 계산하였으며, 역원을 매우 오래 전으로 두고 계산하는 상원적년법(上元積年法)이 시행되었다.